# Oltrarno
Oltrarno, dai Fiorentini tradizionalmente detto Di là d'Arno, è la zona di Firenze posta sulla sponda sinistra del fiume Arno, ossia la parte meridionale della città.
Parte integrante del centro storico di Firenze, comprendente rioni celebri come Santo Spirito e San Frediano, in Oltrarno si trovano monumenti, giardini, musei e palazzi monumentali. Palazzo Pitti, la basilica di Santo Spirito, il giardino Bardini, il giardino di Boboli insieme alle botteghe degli artigiani, orafi, restauratori che fanno dell'Oltrarno la zona di Firenze dove ancora vive la "fiorentinità".

## Storia
Già in epoca tardo romana esisteva un piccolo insediamento su questa sponda del fiume dove arrivava l'estremità del predecessore del Ponte Vecchio. In questa zona vivevano soprattutto mercanti e figure di passaggio, fra i quali si distinse una colonia siriana che fondò la chiesa di Santa Felicita. Con l'espansione della città nel primo medioevo, grazie anche a un periodo di pace generale, si svilupparono numerosi "borghi" fuori dalle mura in corrispondenza alle porte di accesso della vecchia cinta muraria che gradualmente furono inglobati nelle nuove mura. L'Oltrarno fu l'ultima zona di Firenze a essere integrata, con la sesta cerchia di mura che fu completata nel 1333. La costruzione dei due nuovi ponti, già a partire dal Duecento, testimonia come comunque questa zona fosse già densamente popolata ed animata da numerosi traffici. Zona di carattere squisitamente popolare, vi risiedeva la piccola manodopera e gli artigiani. Sebbene la via francigena non passasse da Firenze, con il tempo il passaggio in città divenne una via alternativa per i pellegrini diretti a Roma, e sorsero numerosi ospedali e alloggi dal Ponte Vecchio fino all'attuale Porta Romana e oltre.
Un drastico cambiamento avvenne sul finire del '400 quando le ricche famiglie fiorentine iniziarono a guardare a quest'area come uno spazio dove poter costruire nuovi grandi palazzi e residenze fastose. Questa zona ancora un po' rurale e tranquilla iniziò ad essere vista come più salubre rispetto alla ipertrafficata sponda nord. Fra i primi nuovi residenti vi furono i Pitti, che edificarono la parte centrale dell'omonimo Palazzo Pitti, ma fu solo con l'arrivo della famiglia Medici nel 1550 che la zona diventò d'obbligo per la nuova nobiltà cittadina. In quel periodo sorsero numerosi palazzi sulle vie Romana, Maggio e dei Serragli che cambiarono definitivamente il loro aspetto.
Nel 1865 altri importanti lavori, conseguenti lo spostamento della capitale d'Italia a Firenze, portarono alla realizzazione del panoramico Piazzale Michelangelo, un nuovo salotto e punto di ritrovo cittadino, e il taglio dell'omonimo viale Michelangelo sulle colline, divenuto zona di residenza di lusso per la nuova alta borghesia otto-novecentesca.
Nonostante tutto, il quartiere non ha mai avuto uno sviluppo caotico ed oggi, soprattutto nella zona fra Santo Spirito e San Frediano a ovest, oppure nel quartiere di San Niccolò ad est, si respira ancora l'atmosfera tradizionale più autentica della città, non turbata nemmeno dallo sviluppo dell'industria turistica, che qui è più discreta e sostenibile.

### Criminalità
Il quartiere in cui è collocata piazza Santo Spirito, tra la fine dell’Ottocento e l’inizio del Novecento, era considerato il rione “nero” di Firenze. “Nero” in primo luogo per la delinquenza che aleggiava nel quartiere: assassinii, furti, ma anche liti e risse, testimonianze di una delinquenza endemica connessa alla situazione sociale del quartiere, conosciuto soprattutto per la sua povertà, per il suo disagio. “Nero" in secondo luogo perché era lo spazio privilegiato di una certa letteratura che ricalcava i “Misteri di Parigi” di Eugène Sue, impegnando molti scrittori fiorentini. “Nero” in terzo luogo perché estraneo ai movimenti socialisti e riformisti: il rosso delle bandiere socialiste, che copriva gran parte dei quartieri cittadini, si arrestava ai confini di San Frediano; lì i socialisti non erano riusciti, fino a quell’epoca, a impiantare le loro strutture organizzative. Sventolavano spesso e volentieri in San Frediano le bandiere nere dell’anarchismo. “Nero” infine perché le nude cifre della statistica non lasciavano dubbi: Ugo Giusti (1873-1953), all’epoca il capo dell’ufficio di statistica del comune di Firenze, in un'indagine del 1901 censiva, su 6 895 abitanti nel rione di San Frediano, ben 1030 ammoniti o sorvegliati dalla polizia (circa il 15%).
Il disagio e il degrado colpivano nel quartiere altresì le condizioni elementari di vita, a cominciare dall’alimentazione, anche quelle parti di popolazione, come i bambini, che erano più deboli e bisognosi di protezione. Questa situazione provocò un ritorno di attenzione nei confronti di San Frediano (XX secolo) non solo da parte di scrittori e giornalisti, ma anche da parte di studiosi, di enti e amministrazioni pubbliche a cominciare dal comune, che specialmente nel periodo dell’amministrazione popolare promosse una serie d’indagini statistiche che misero in luce come tutta una serie di indicatori fossero tali da dimostrare una situazione di disagio nel quartiere di Santo Spirito e nel suo cuore più oscuro, cioè a San Frediano.
Il quartiere di Santo Spirito, entro il quale era completamente compreso il rione di San Frediano, che ne costituiva la parte più popolare e disagiata, era nettamente sfavorito, rispetto alla media della città, da tutta una serie di indicatori, in particolare dai vari indicatori di mortalità e di sovraffollamento nelle abitazioni.

### Progetti e fallimenti del "risanamento"
La campagna di denuncia del degrado della zona di Santo Spirito e Oltrarno doveva quindi portare a una serie di iniziative per correggere la situazione e realizzare anche un miglioramento non indifferente.
Col passare degli anni ci furono molte proteste e richieste che si tradussero in un'ipotesi di radicale risanamento. Si arrivò persino a prevedere la distruzione di larga parte del quartiere, costruendo strade più larghe rendendo il quartiere «arieggiato». Durante l’età giolittiana si costituì una «Unione fiorentina per il miglioramento e il risorgimento del quartiere d’Oltrarno» che premette sulle autorità e sull’opinione pubblica per ottenere almeno il risanamento delle zone più degradate.
Alla vigilia della Grande Guerra questi progetti trovarono una sintesi ad opera di Giovanni Bellincioni, il quale aveva titolo per parlarne in quanto copriva la carica di assessore ai lavori pubblici del Comune di Firenze. Bellincioni conduceva una analisi accurata e puntuale di tutte le forme di disagio e di degrado che si riscontravano in San Frediano, valendosi ampiamente dell’ottima opera di Ugo Giusti e dell’ufficio di statistica del Comune; ma poi ammetteva esplicitamente che lo scopo che si poneva l’amministrazione di cui faceva parte non era quello di risolvere il problema igienico di quella zona della città: si trattava non solo di risanare gli edifici, «ma anche e più che tutto renderli adatti a famiglie di condizione sociale più elevata». Si trattava di un progetto che si poneva un obiettivo sensibilmente innovativo.
Una operazione del genere avrebbe avuto senso solo se applicata integralmente; avrebbe trasformato l’Oltrarno in una zona residenziale moderna, elegante con strade larghissime e ampie piazze, collegata con un nuovo ponte al centro cittadino.

## Gentrificazione e resistenze
Negli ultimi anni, l'Oltrarno ha subito massicce trasformazioni legate all'ingresso in parti del quartiere di ceti sociali più benestanti - spesso residenti a breve termine - ma soprattutto all'industria turistica e dell'intrattenimento, rivolta anche al resto di Firenze.
Nel novembre del 2011, l'ufficio di restauro urbano del Comune di Firenze ha promosso un progetto, ancora non realizzato, di trasformazione dell'ex-gasometro - a poche decine di metri dall'Oltrarno - in un grande centro privato di wellness e di ristorazione. 
Nell'autunno del 2012, il quartiere, quasi privo di spazi verdi, ha perso una parte del giardino-ludoteca Nidiaci, storico studio dello scultore Emilio Santarelli, diventato nel 1923 lo spazio dell'infanzia di San Frediano e in seguito "simbolo del cattolicesimo sociale fiorentino", frequentato dagli allievi e amici di Giorgio La Pira, Fioretta Mazzei e don Danilo Cubattoli. Le complesse vicende della proprietà hanno portato all'acquisto all'asta dell'edificio e di buona parte del giardino da parte di una società immobiliare che ha chiuso fuori gli abitanti con un muro di legno, suscitando manifestazioni di protesta nel quartiere. La parte rimanente del giardino Nidiaci è attualmente gestita volontariamente da un'associazione di genitori e residenti del quartiere.
Nel maggio del 2012, la società Firenze Parcheggi ha presentato un progetto di fattibilità per la costruzione di un parcheggio interrato nella storica piazza del Carmine, che avrebbe sostituito i 247 posti attualmente a disposizione dei residenti con 201 posti (65 in vendita ai residenti, gli altri a rotazione veloce) aumentando il flusso del traffico nel quartiere. Un progetto presentato dai promotori come finalizzato alla liberazione della piazza dalle automobili, ma percepito dai residenti come un tentativo di espulsione della popolazione - accompagnato dalla simultanea chiusura dei presidi sanitari nel quartiere - e minaccia alla stabilità architettonica e idrogeologica di monumenti di primaria importanza storica.

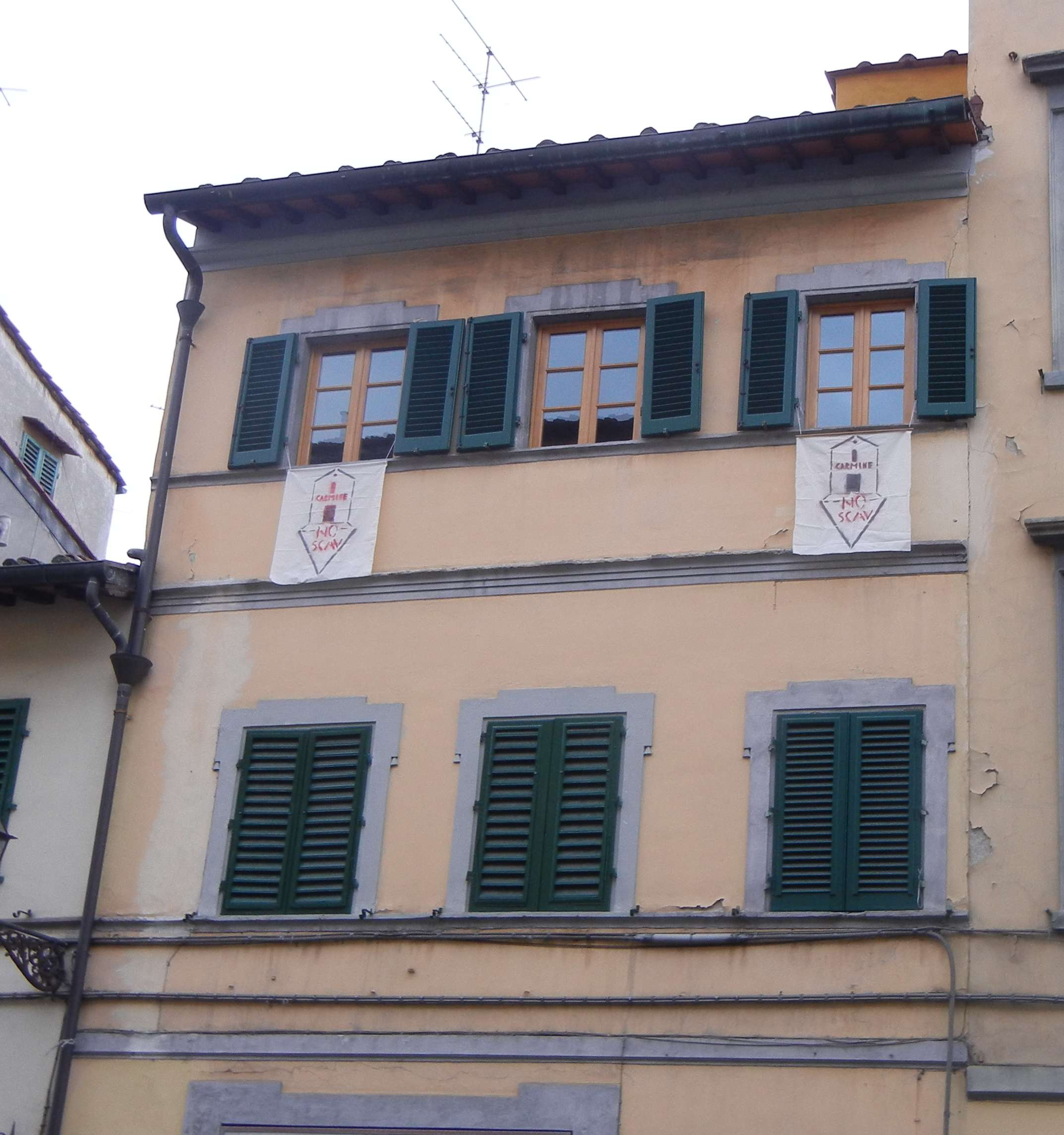
Drappi "NoScav" alle finestre di un palazzo di Piazza Piattellina in San Frediano (2013).

È nato così il movimento "NoScav", con i caratteristici drappi appesi alle finestre dai residenti, raffiguranti la chiesa del Carmine stilizzata e con un richiamo nel nome alla lotta del movimento "NoTav".
Il movimento del quartiere si è raccolto attorno al preesistente Comitato Oltrarnofuturo, unendo la protesta contro il parcheggio interrato, alla questione del Nidiaci, alla questione di tre palazzi eretti da un costruttore in via della Chiesa che bloccano la vista della parte posteriore della Chiesa del Carmin,e i problemi del tempo pieno nelle scuole e il traffico di pesanti mezzi turistici in Via de' Serragli e Via Romana.
A causa delle forti resistenze, il progetto di parcheggio interrato è stato temporaneamente sospeso dal Comune in attesa dell'esito di un processo partecipativo che dovrà coinvolgere anche i cittadini suscitando accuse di conflitto d'interesse, in quanto l'amministratore delegato della Firenze Parcheggi, Marco Carrai, avrebbe giocato un ruolo importante nella campagna di Matteo Renzi durante le primarie del centrosinistra del 2012.

## Monumenti

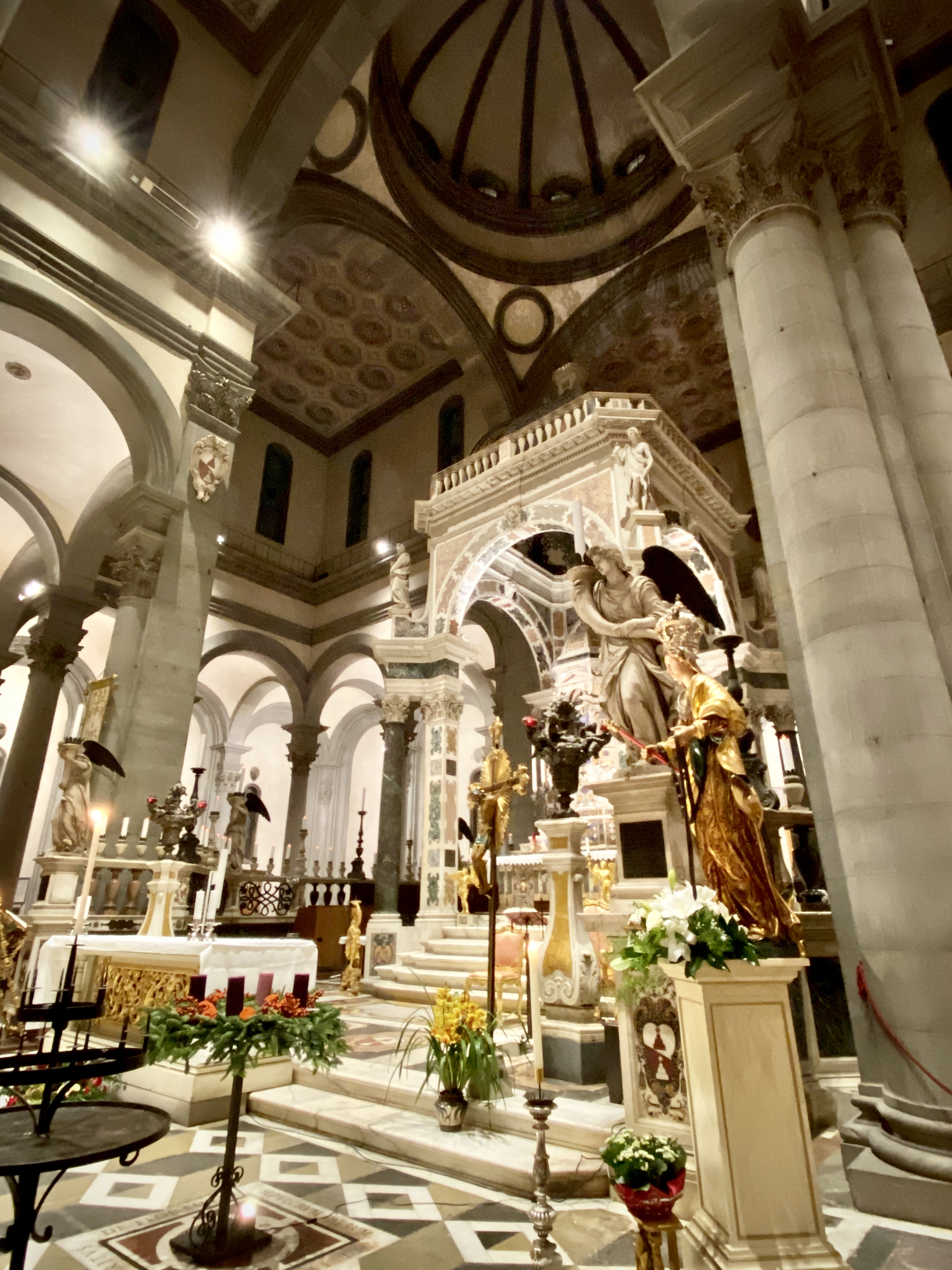
Ciborio barocco dell'altare maggiore della Basilica di Santo Spirito (Firenze).

Sono molti anche gli esempi di architettura religiosa presenti in Oltrarno e tra questi è bisognoso ricordare la Cappella Brancacci, la Basilica di Santo Spirito, la chiesa di San Felice in Piazza, la chiesa di San Jacopo soprarno, la basilica di San Miniato al Monte, la chiesa di San Niccolò Oltrarno, la chiesa di Santa Felicita, la chiesa di Santa Lucia dei Magnoli, la chiesa di Santa Maria del Carmine, la chiesa di San Frediano in Cestello.
In Oltrarno si trovano ancora molti esempi dell'architettura militare di Firenze che si manifesta negli unici tratti di mura rinascimentali ancora intatti e nelle porte fortificate: Porta Romana, Porta San Frediano, Porta San Giorgio, Porta San Miniato, Porta San Niccolò.

## Cinema e teatri

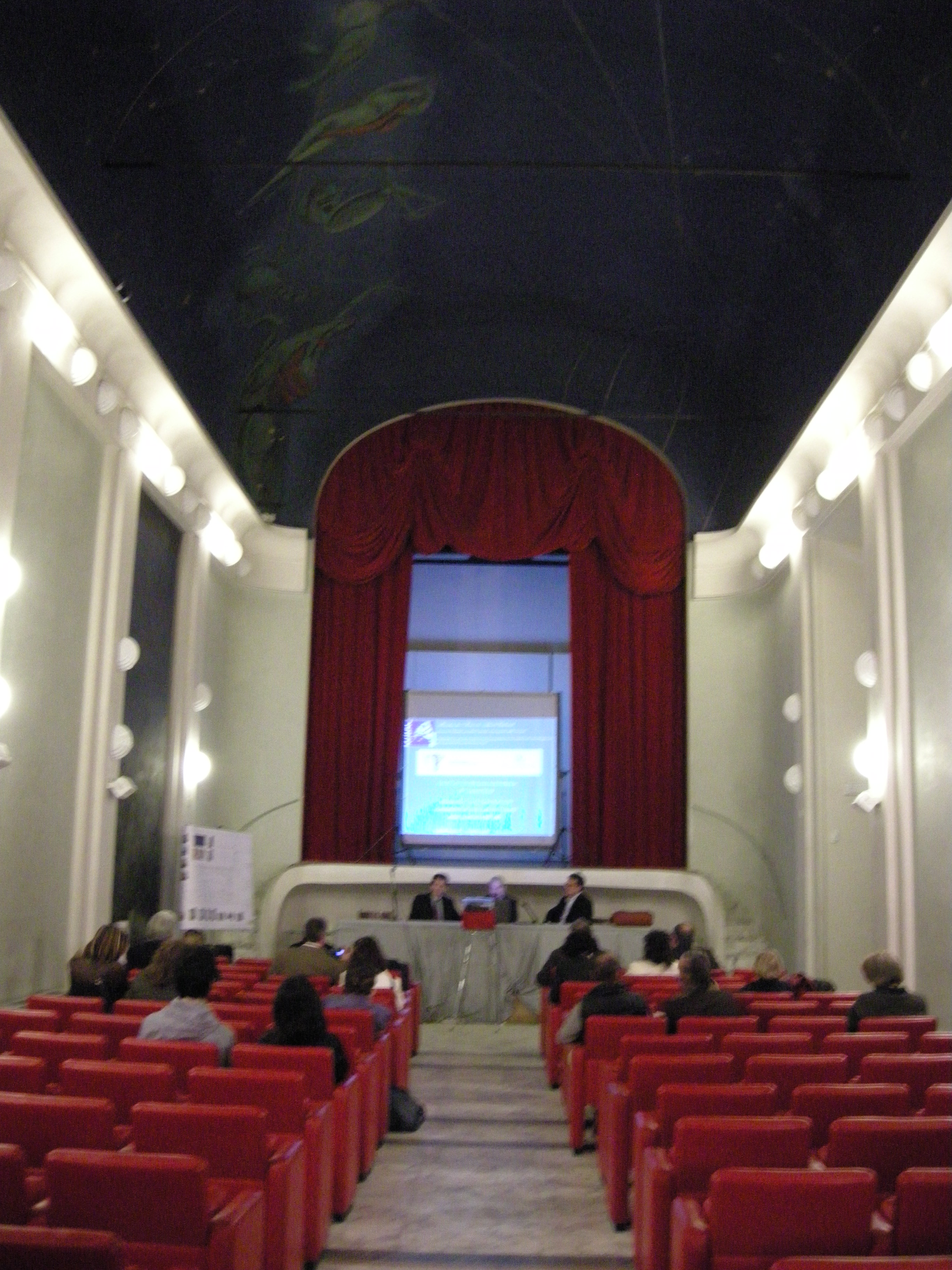
Teatro del Rondò di Bacco.

Fino agli anni novanta in Oltrarno insistevano diverse attività sia teatrali che cinematografiche. Tra le più significative del dopoguerra il popolare Cinema Universale, fuori porta San Frediano, dove la gente del rione era solita entrare, si dice, persino in Lambretta e dove il pubblico seguiva le proiezioni con viva e accalorata partecipazione. Altri cinema attivi nel rione, oggi tutti chiusi, erano l'Arlecchino, che negli anni ottanta mutò la programmazione da sala per bambini a sala a luci rosse, dando adito alla battuta nel quartiere "i bambini sono cresciuti e il cinema s'e adeguato", l'Eolo, trasformato prima in sala bingo e poi definitivamente abbandonato, e il Cinema Goldoni.
Fa storia a sé il Cinema Teatro Artigianelli, che a fasi alterne ha proseguito la programmazione, fino ad essere chiuso per diventare laboratorio artigiano. Oggi saltuariamente si parla di un suo recupero. Quanto all'attività teatrale, anche questa è stata viva nel dopoguerra, fino agli anni ottanta. Tra i teatri oggi chiusi il Rondò di Bacco, in Palazzo Pitti, che fu già tra gli anni settanta e ottanta fucina di nuovi talenti e delle avanguardie. Qui nacque artisticamente Roberto Benigni, vi si esibivano Carmelo Bene e Leo de Berardinis e gruppi internazionali come i Bread and Puppet. Anche il Rinuccini ha cessato la propria attività: in questo piccolo teatro di famiglia settecentesco, nel palazzo omonimo, cercò di instaurare la sua scuola Eduardo De Filippo. Dopo anni di lavori è stato restituito alla città alla fine degli anni novanta il Teatro Goldoni, splendido gioiello di fine Settecento, oggi nelle disponibilità del Maggio Musicale Fiorentino. Dalla sua riapertura non ha mai avuto una vera e propria stagione e funziona a fasi alterne, con programmazioni irregolari ma costanti di musica, danza, saltuariamente prosa.
Accanto vive la Goldonetta, oggi Cantiere Goldonetta, affidato alla compagnia di danza di Virgilio Sieni. Oltre alle attività didattiche questo spazio ospita rassegne, progetti di residenza e proposte di teatro contemporaneo. Realtà storica e tuttora attiva è quella del Teatro di Cestello, nell'omonima piazza in San Frediano. Tempio per anni del vernacolo fiorentino, dagli anni ottanta è gestito dalla compagnia Cenacolo delle Follie, dello scomparso Oreste Pelagatti, che ha saputo rinnovare la programmazione aprendolo a nuove professionalità e a proposte di teatro contemporaneo e classici del teatro italiano e internazionale. La programmazione attuale si compone di produzioni interne e ospitalità di pregio del panorama teatrale italiano, riservando spazi anche alle migliori realtà del territorio fiorentino e toscano. A oggi è l'unico teatro pienamente attivo, con una propria stagione, nel quartiere. Più periferici, nei primi anni duemila hanno rialzato i sipari il Teatro Cantiere Florida e il Teatro Everest fuori porta Romana, al Galluzzo. Sta inoltre per essere riaperto, dopo anni di restauri, il Teatro dell'Affratellamento nel rione della Colonna.

## Calcio storico fiorentino

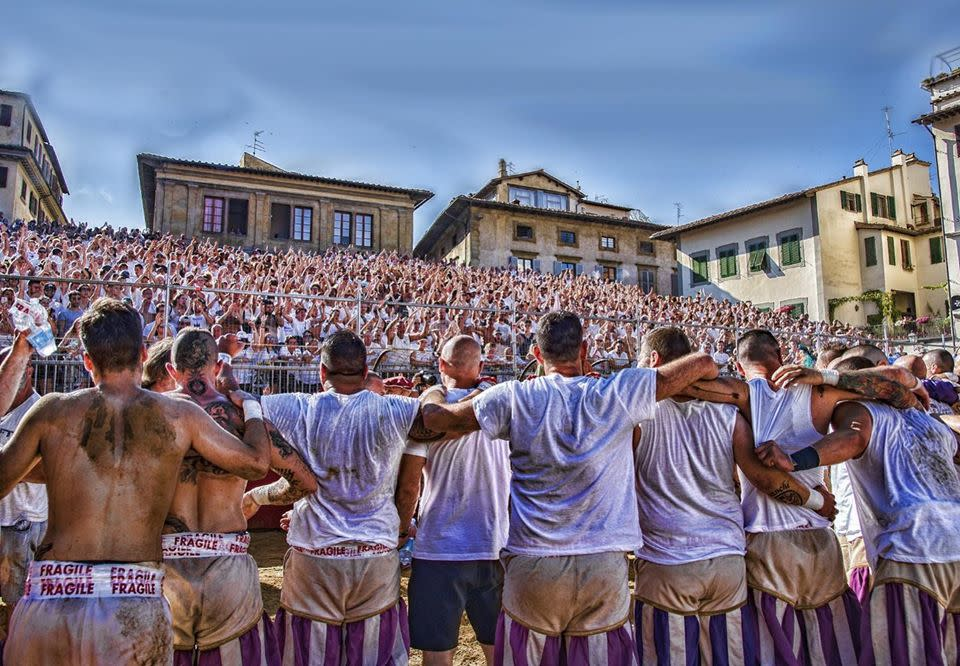
Squadra dei Bianchi di Santo Spirito davanti alla sua tifoseria dopo una partita di calcio storico

Il calcio storico fiorentino, anche chiamato "calcio in livrea" o "calcio in costume", è uno sport fiorentino considerato come un antesignano del calcio; si gioca fra le squadre dei quattro quartieri storici della città di Firenze: Verdi di San Giovanni, Azzurri di Santa Croce, Rossi di Santa Maria Novella e Bianchi di Santo Spirito.
Ogni giugno si svolgono tre partite tra i quattro quartieri, due semifinali e una finale, dove prima delle partite ogni squadra parte da un punto importante del proprio quartiere verso piazza Santa Croce per affrontare il proprio destino; tra le semifinali e la finale sono concessi almeno 10 giorni di riposo affinché i giocatori possano recuperare il più possibile.
Il quadrante sud-ovest della città è rappresentato dal quartiere di Santo Spirito, caratterizzato dal colore bianco, che prende il nome dalla sua basilica più importante, la basilica di Santo Spirito. La sua squadra ha come simbolo del gonfalone la colomba bianca che rappresenta la discesa dello Spirito Santo sulla terra. Questa squadra usa anche come simbolo la basilica di Santo Spirito, perché prima di ogni partita si parte in carovana dalla piazza antistante la basilica insieme ai tifosi.
Il campo di allenamento si trova lontano dal quartiere di Santo Spirito, in Via Biagini 3/B, vicino al fiume Ema. Il campo è di proprietà comunale e gestito dall'Associazione di colore parte Bianca.

## Galleria d'immagini

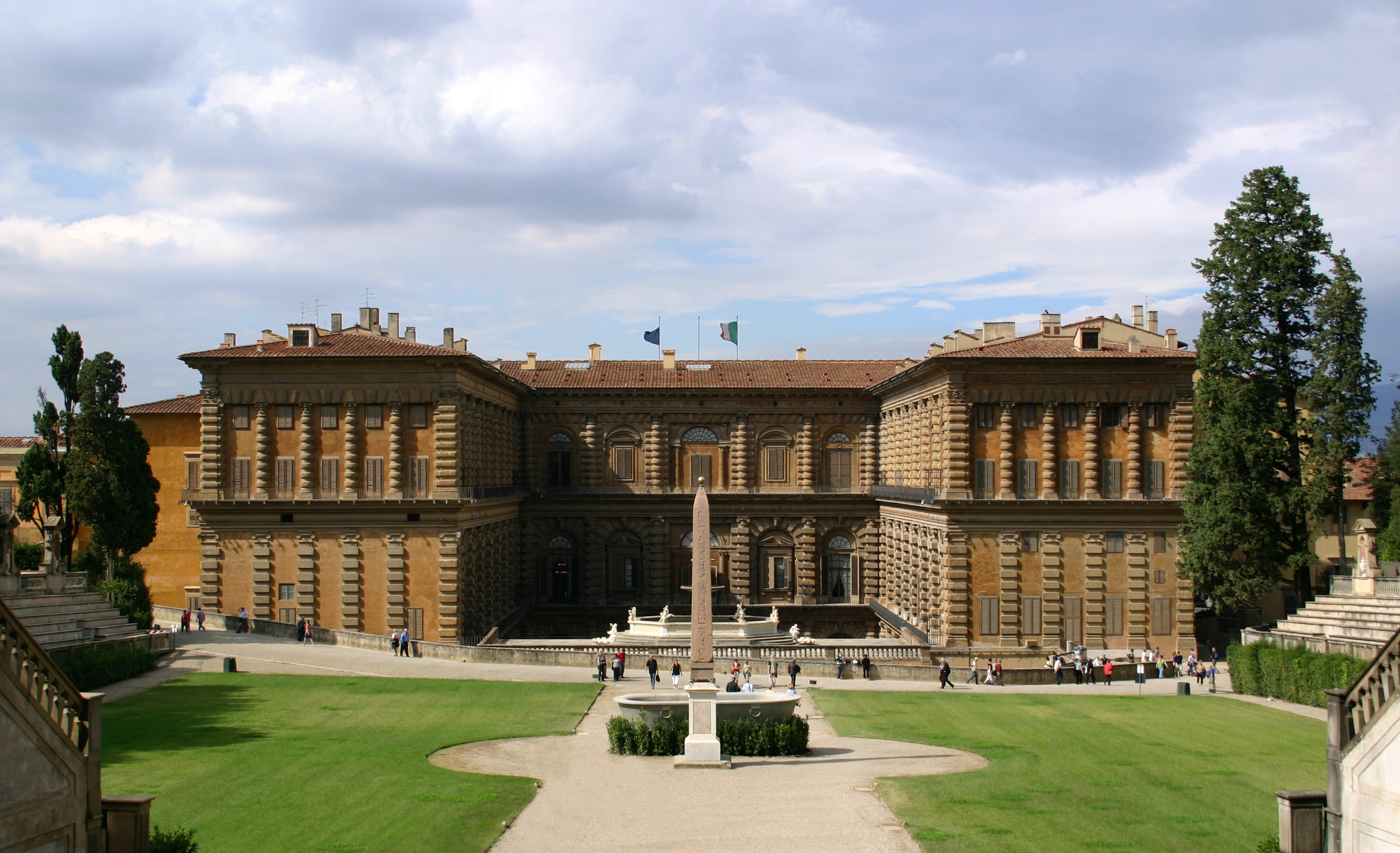
La facciata di Palazzo Pitti sul Giardino di Boboli
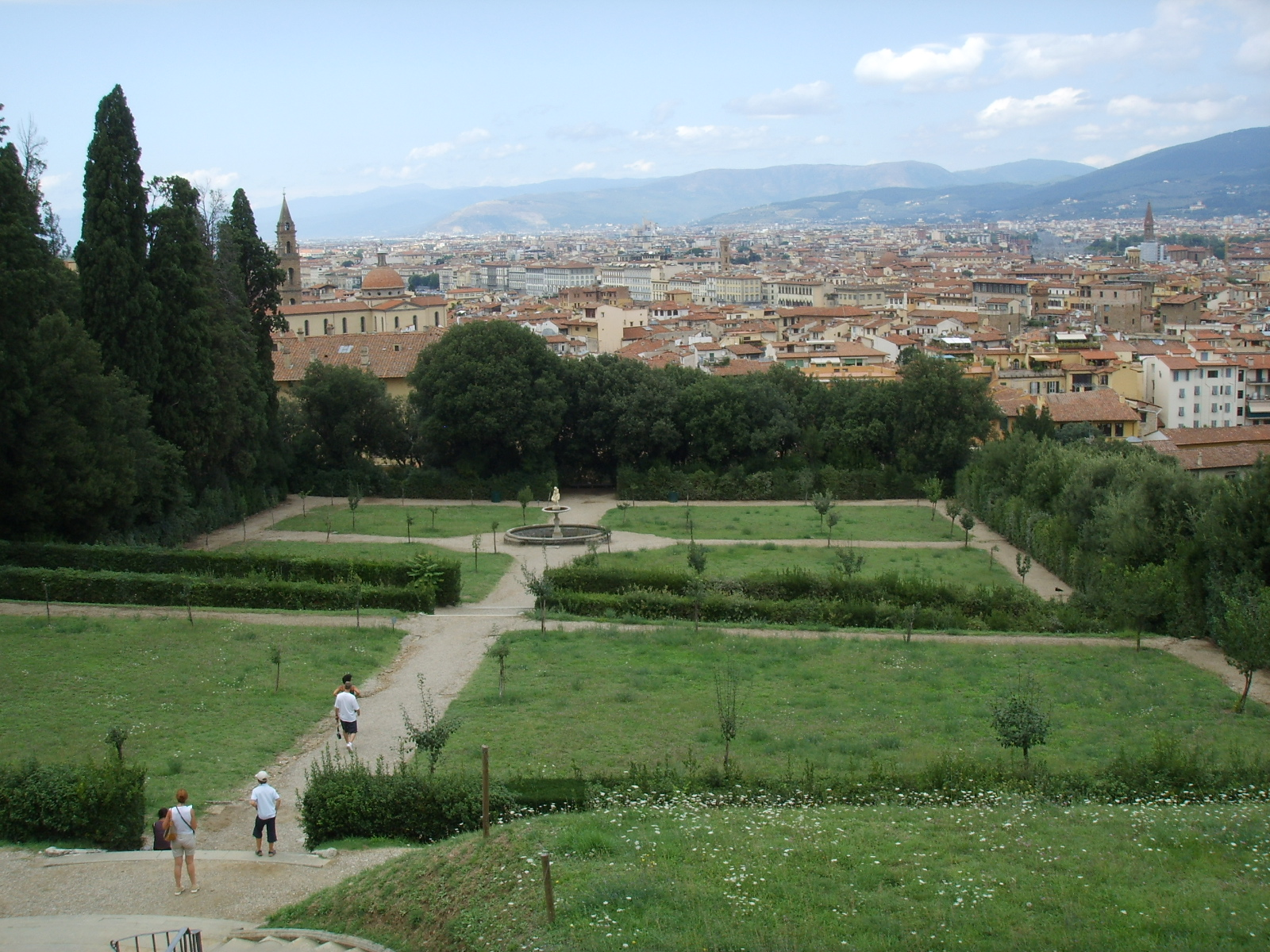
Vista dalla Kaffeehaus del Giardino di Boboli
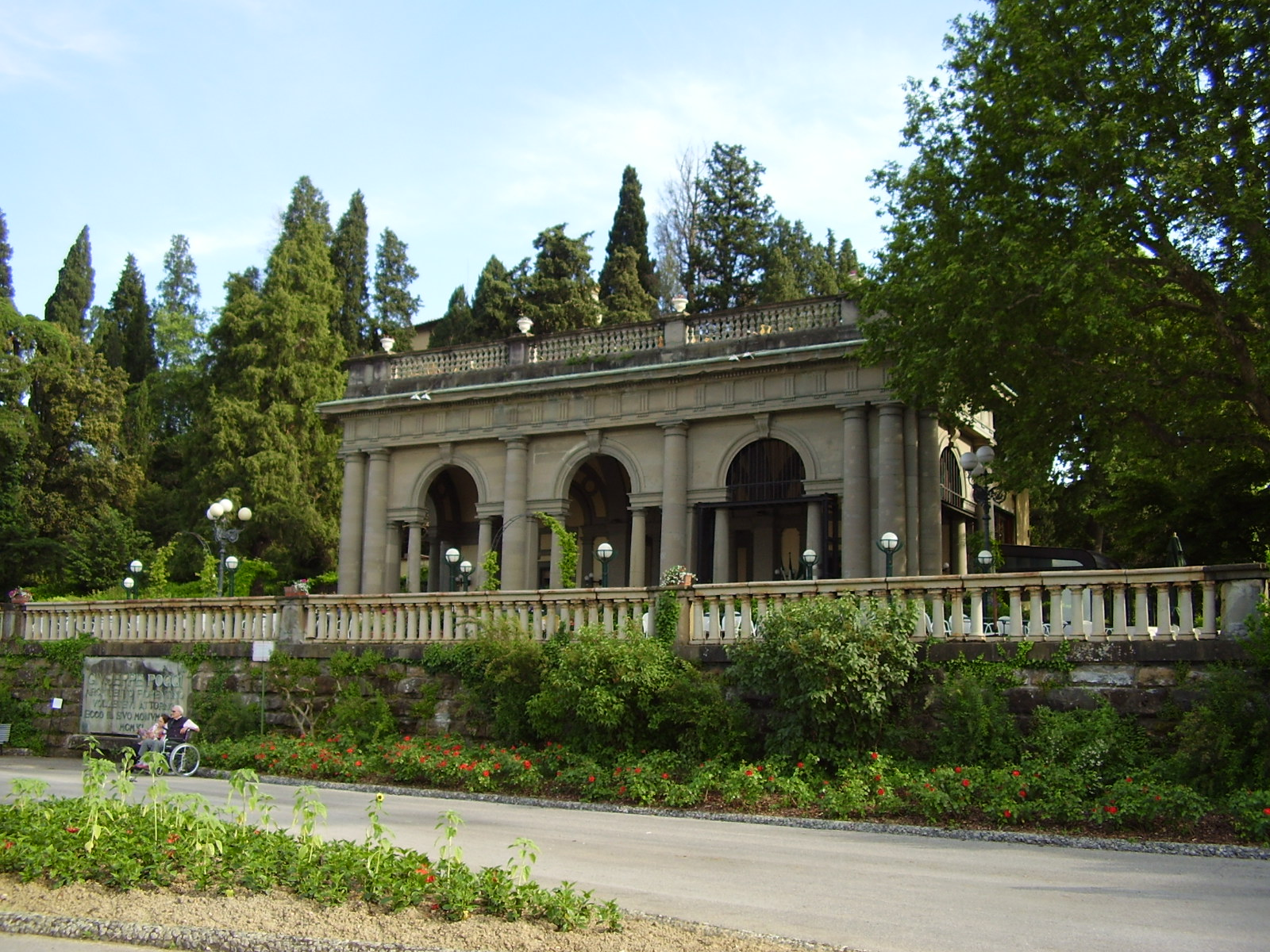
Loggia del Poggi a Piazzale Michelangelo
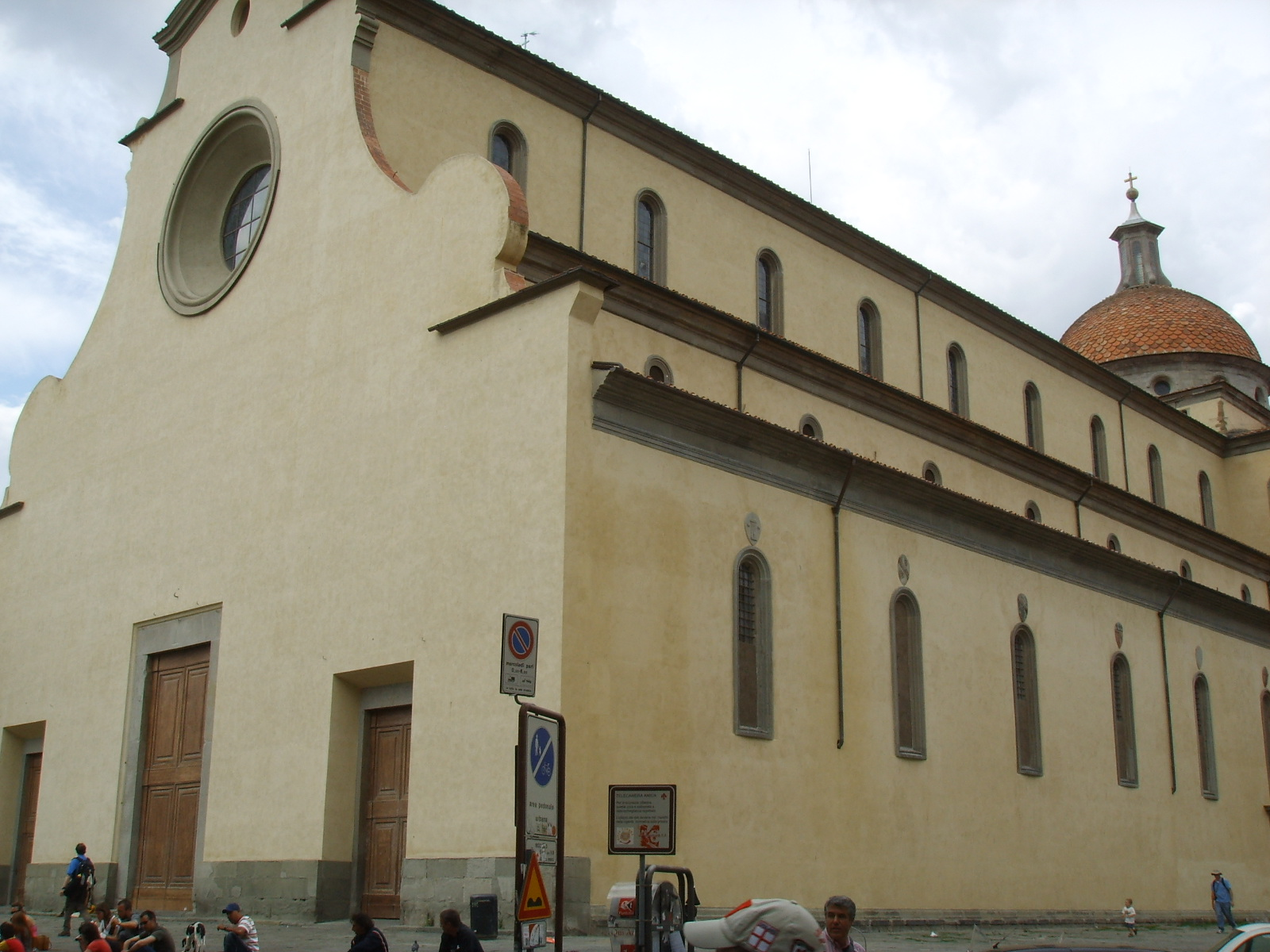
Basilica di Santo Spirito
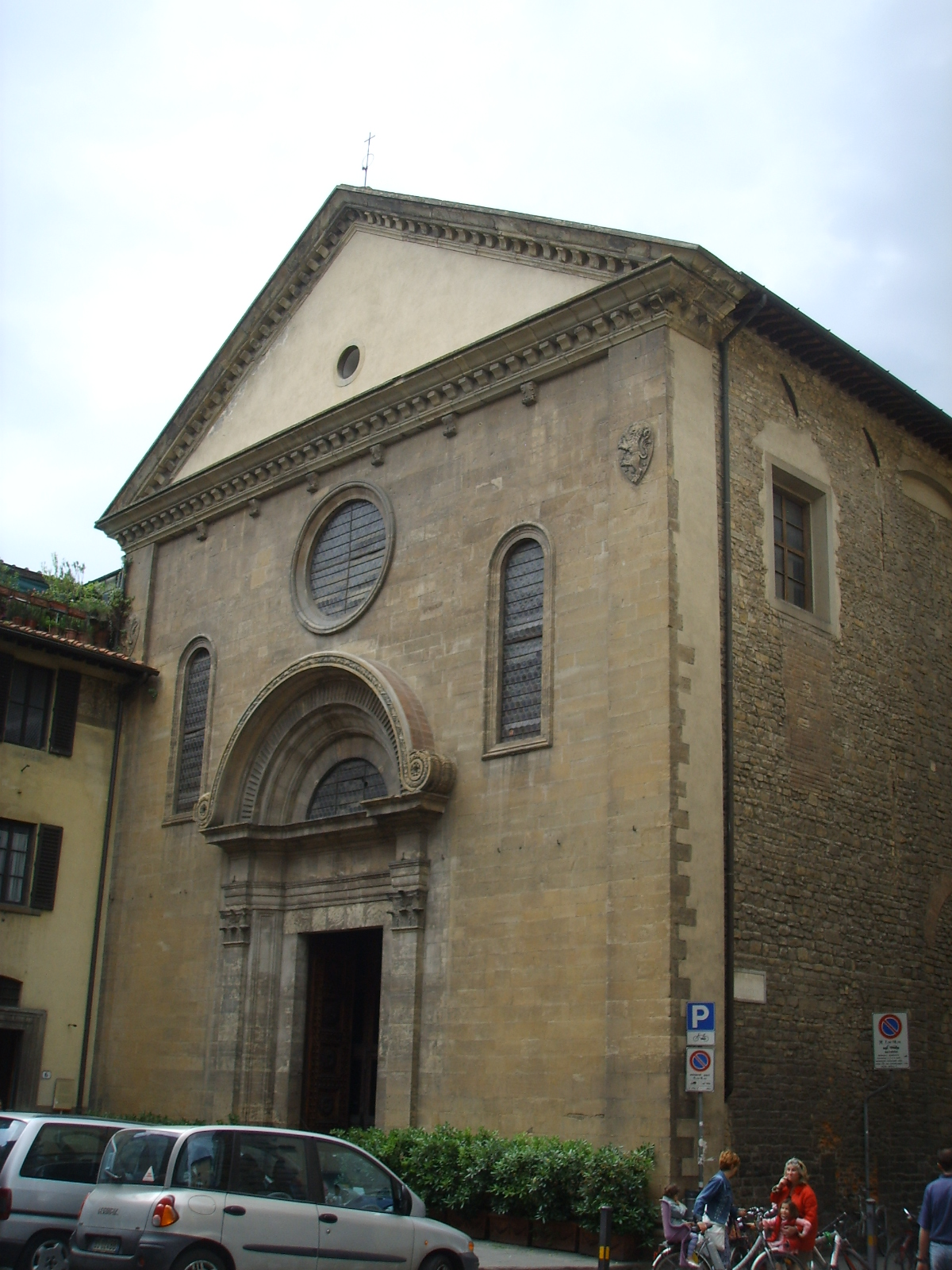
Chiesa di San Felice in Piazza
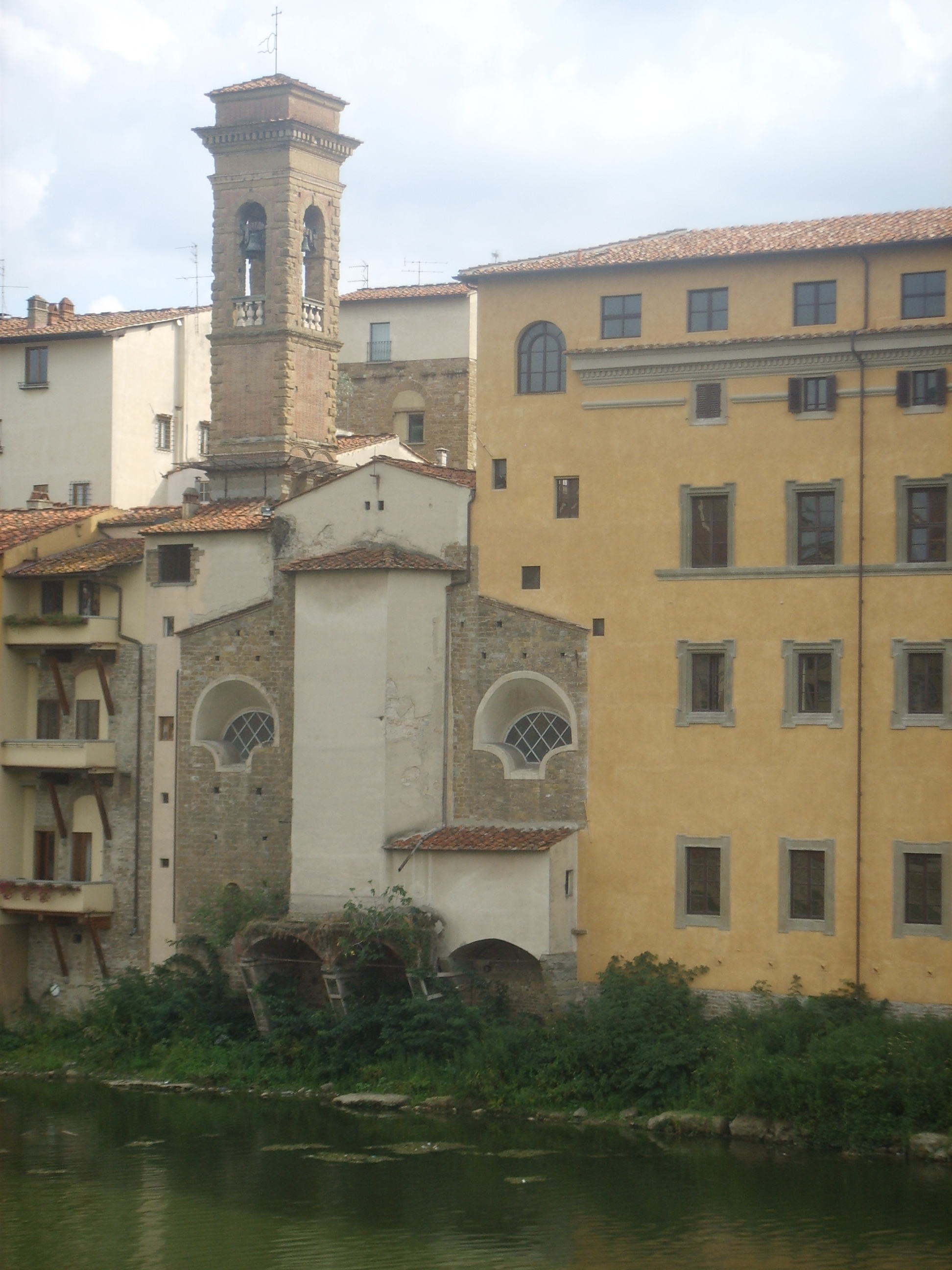
Chiesa di San Jacopo Soprarno
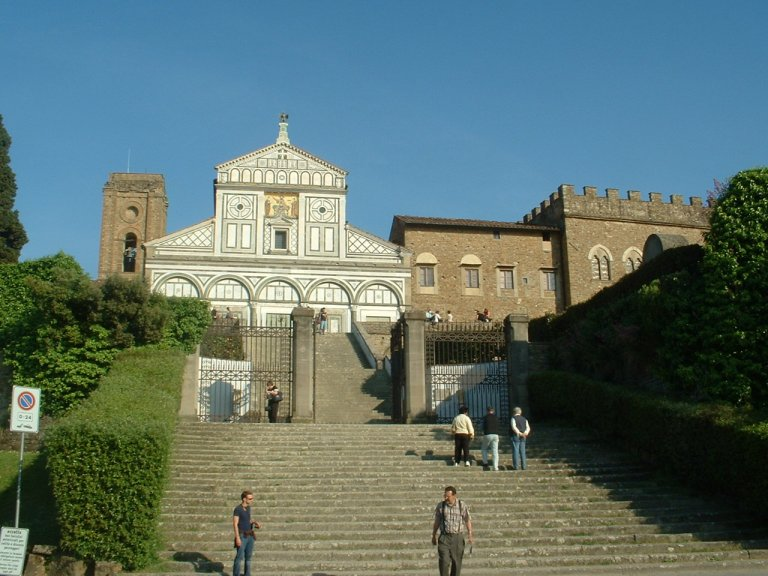
Basilica di San Miniato al Monte
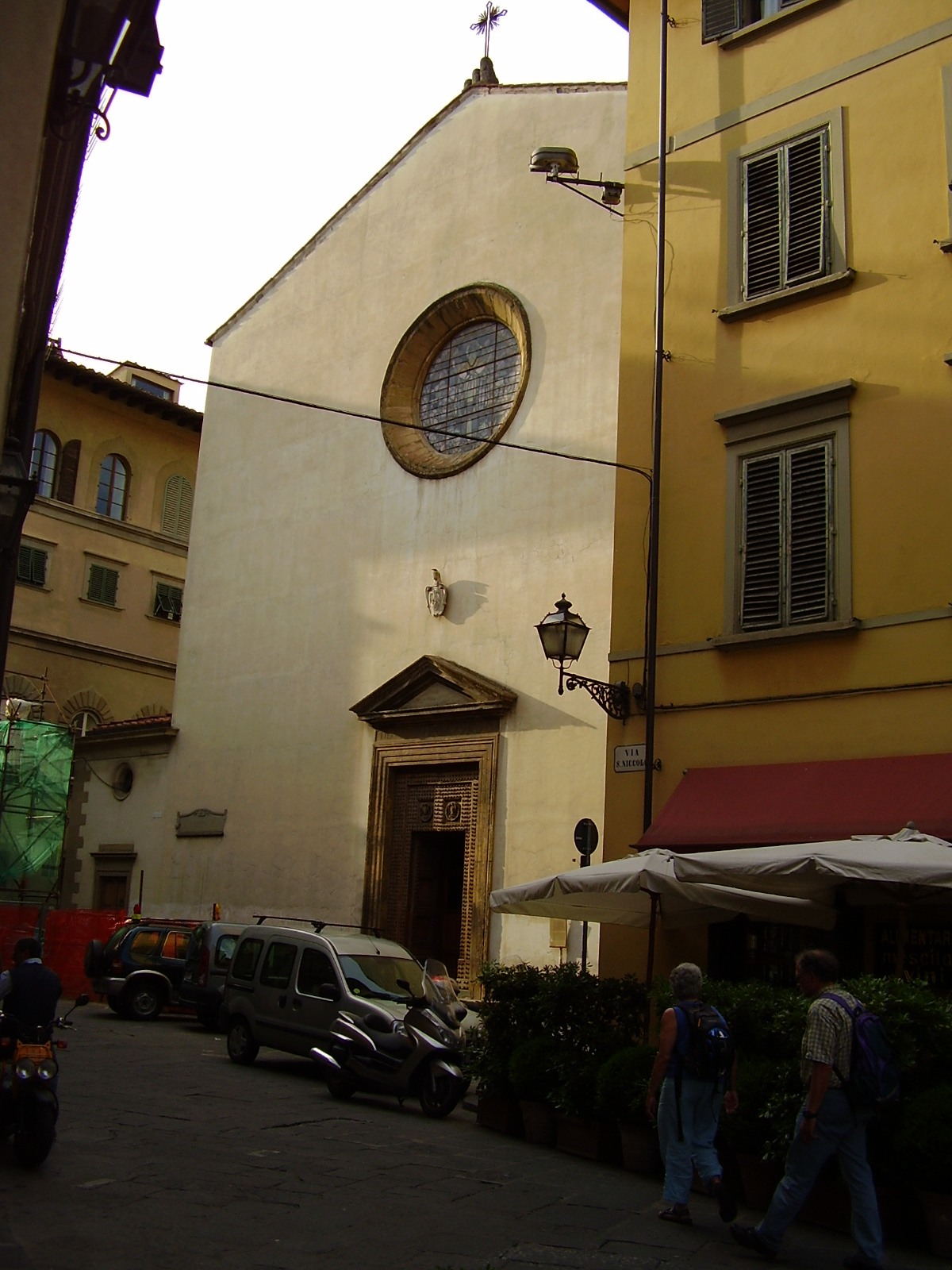
Chiesa di San Niccolò Oltrarno
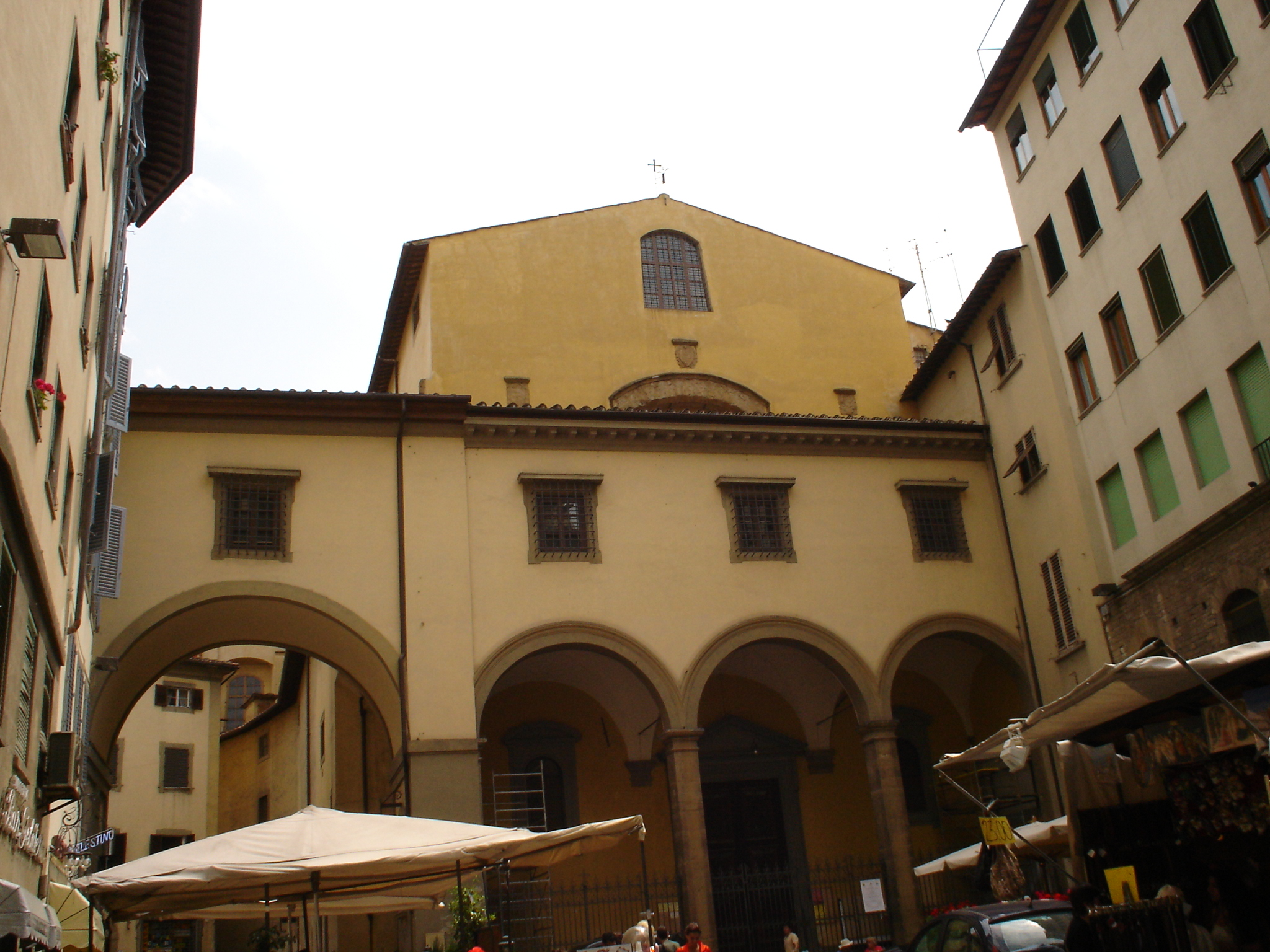
Chiesa di Santa Felicita
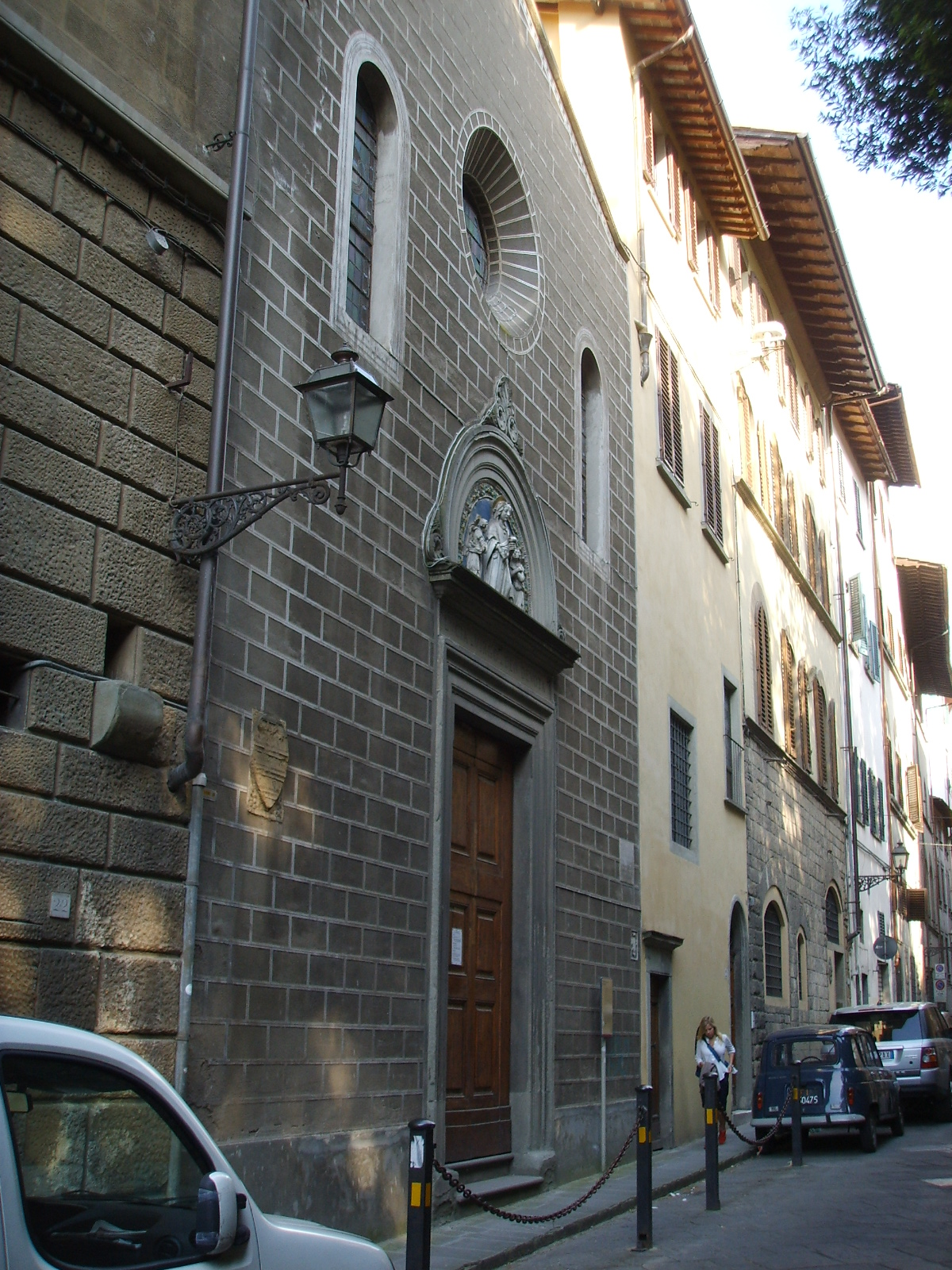
Chiesa di Santa Lucia dei Magnoli
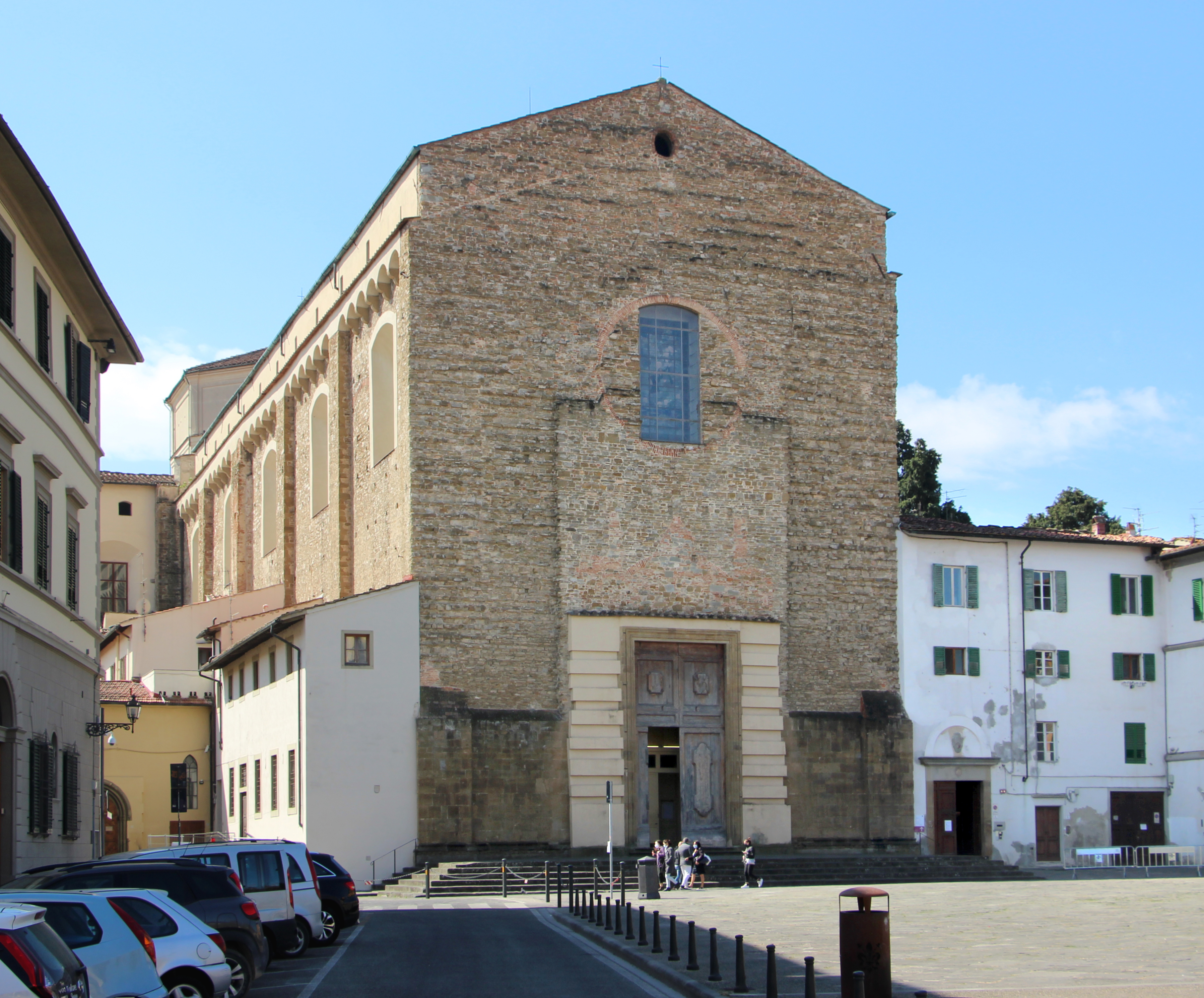
Basilica di Santa Maria del Carmine
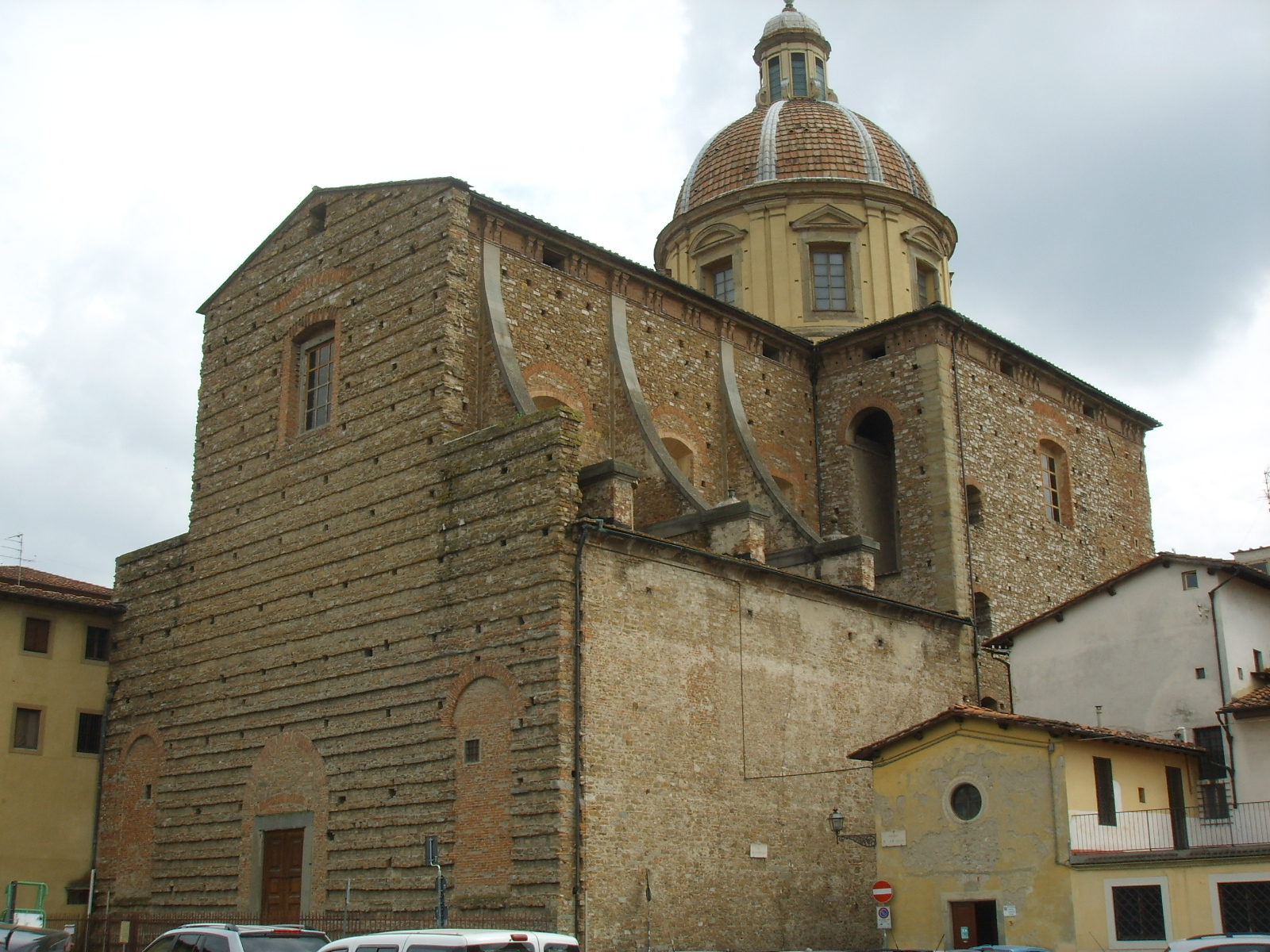
Chiesa di San Frediano in Cestello